# Aclonophlebia rhodalipha
Aclonophlebia rhodalipha is een vlinder uit de familie spinneruilen (Erebidae), onderfamilie donsvlinders (Lymantriinae). De wetenschappelijke naam van deze soort is voor het eerst geldig gepubliceerd in 1874 door Felder.
De soort komt voor in tropisch Afrika.